# Micrelaterium
Micrelaterium là một chi bọ cánh cứng trong họ 
Elateridae.
Chi này được miêu tả khoa học năm 1906 bởi Handlirsch.

## Các loài
- Micrelaterium triopas (Westwood, 1854)